# Tingatinga (Tanzania)
Tingatinga è una circoscrizione rurale (rural ward) della Tanzania situata nel distretto di Longido, regione di Arusha. Conta una popolazione di 8 821 abitanti (censimento 2012).